# あすのWA!
『あすのWA!』（あすのわ）は、NHK和歌山放送局が2011年度から2018年度まで和歌山県内向けに放送されていた夕方の『NHKニュース』のニュース番組である。2019年度より後継番組として『ギュギュっと和歌山』が放送されている。

## 概要
2004年から7年間放送された『わかやまNEWSウェーブ』をリニューアルする形で開始した。当時メインキャスターを務めていた児林大介はこの番組の開始に伴い、鳥取放送局から異動した。
当初は3月28日から放送を開始する予定だったが、東日本大震災発生に伴う特別編成により4月までずれ込んだ。また開始から2カ月程度は『震災に負けない ゆうどきネットワーク』を放送する関係で18:30 - 19:00に短縮して放送された。
4月4日の放送開始日には、開始直前の18時29分に関東地方を中心に緊急地震速報（震度3以上の観測はなし）が出され、速報チャイムとスーパーに乗せてタイトルコールを行った。
2015年3月30日より放送時間が短縮。18:10 - 18:30は「ニュースほっと関西」が放送され、当番組は18:30からのスタートとなる。

## 放送時間
和歌山県内の総合テレビ：平日 18:30 - 18:58.55（2015年3月30日 - ）
- 2012年4月から2015年3月までは18:40 - 18:52に『KANSAI FOCUS & KANSAI SPORTS』として、大阪から関西のニュースを放送。
- 祝日は休止し、大阪から関西のニュース・気象情報を18:45から放送。
- 2018年5月1日・2日、8月13日 - 17日は平日だったものの休止。前座番組『ニュースほっと関西』を臨時に18:45まで拡大ネットした後、18:45 - 18:59に代替の県内ニュース・気象情報を放送した。
- 毎年12月の『ニュースほっと関西』の年内最終放送日は本番組を休止し、同番組を臨時フルネットで放送。

## 2018年度の主なコーナー
月曜日
- わびたび

火曜日
- WA!かやま見つけ隊

水曜日
- 守る
- 写真館
- WA食WA菜

木曜日
- わかやまの暮らし
- わかやまデータアイ
- 法律のプロに聞く

金曜日
- WAっとライブ
- きらり紀州人

## 2018年度の出演者
- 安田真一郎 (NHKアナウンサー)
- 柴崎尚美
- 黒杉愛
- 坂本七菜
- 坂田智恵子
- 辻由布子

## 過去の出演者
- 児林大介 (NHKアナウンサー)
- 今城和久 (NHKアナウンサー)
- 藤澤義貴 (NHKアナウンサー)
- 黒杉愛
- 八木菜月
- 草野茜
- 宮崎文子
- 横山容子